# Spinnerbach
Der Spinnerbach ist ein fast 0,5 Kilometer langer Waldbach im Gebiet der Marktgemeinde Semriach im Bezirk Graz-Umgebung in der Steiermark. Er entspringt im östlichen Grazer Bergland an einem nach Nordwesten streichenden Ausläufer des Niederschöckls und mündet von links kommend in den Glettbach.

## Verlauf
Der Spinnerbach entsteht in einem Waldgebiet an einem vom Niederschöckls nach Nordwesten streichenden Ausläufer etwa 500 Meter nördlich der Streusiedlung Präbichl und rund 80 Meter südwestlich des Bauernhofes Spinner auf etwa 819 m ü. A.
Der Bach fließt anfangs relativ gerade nach Nordwesten. Rund 320 Meter nach seiner Quelle schwenkt der Spinnerbach auf einen Nordkurs, auf dem er bis zu seiner Mündung bleibt. Rund 15 Meter vor der Mündung unterquert der Bach noch einen Waldweg. Der Spinnerbach fließt durch einen Graben, der im Osten und Westen von den Ausläufern des Niederschöckls gebildet wird.
Nach fast 0,5 Kilometer langem Lauf mündet der Bach mit einem mittleren Sohlgefälle von rund 28 % etwa 137 Höhenmeter unterhalb seines Ursprungs südlich der Streusiedlung Glett und der als Gletthöhe bezeichneten Anhöhe, direkt südlich eines Waldweges in den Glettbach.
Auf seinem Lauf nimmt der Spinnerbach keine anderen Wasserläufe auf.